# Bruno Liljefors

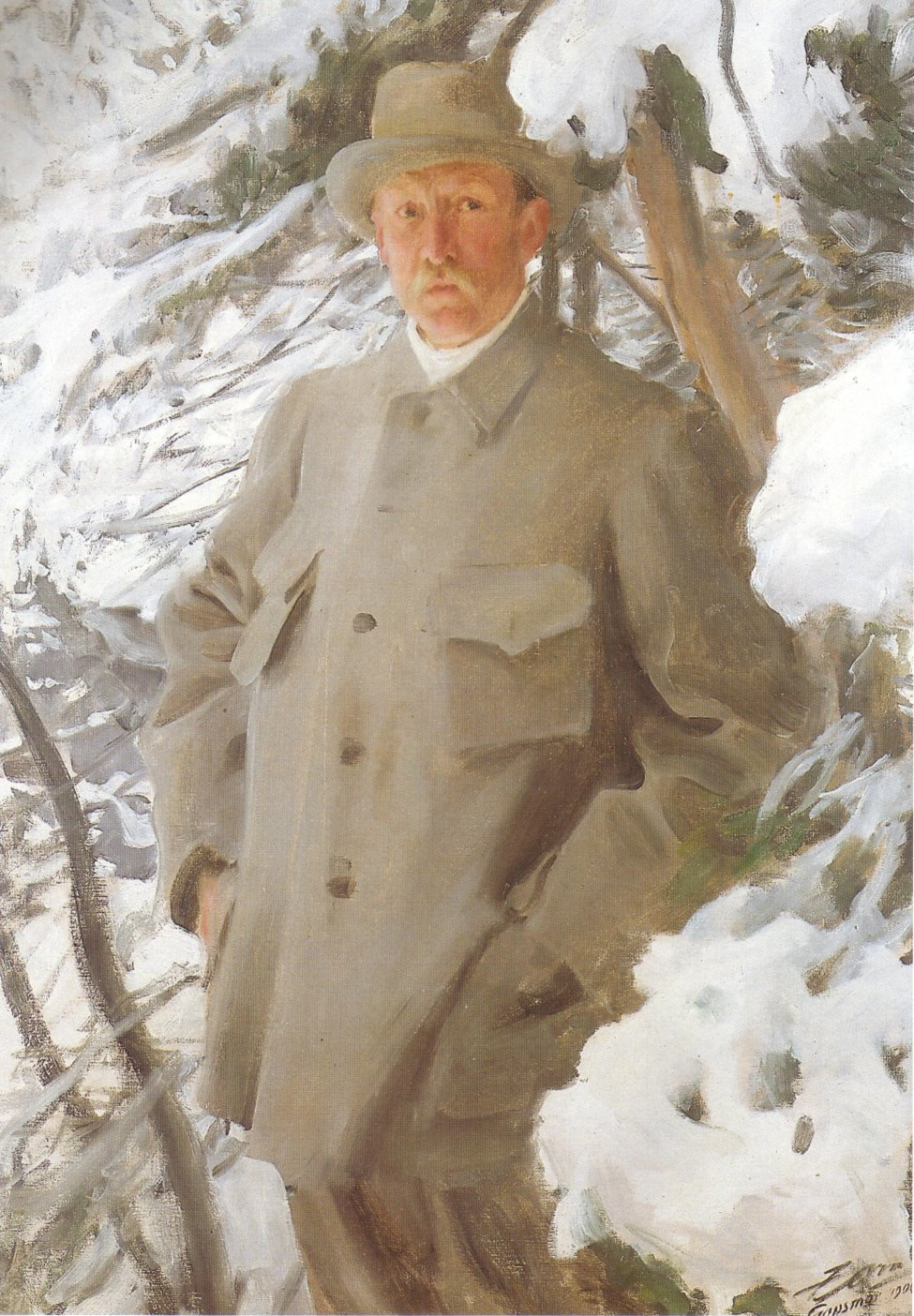
Bruno Liljefors, door Anders Zorn

Bruno Andreas Liljefors (Uppsala, 14 mei 1860 - Stockholm, 18 december 1939) was een Zweeds kunstschilder en tekenaar. Hij werd beïnvloed door het impressionisme en wordt beschouwd als een van de belangrijkste wildschilders uit de kunstgeschiedenis.

## Leven en werk
Liljefors had als kind een zwakke gezondheid en bracht zijn kinderjaren vaak door met tekenen. Reeds in zijn tienerjaren ontwikkelde hij een grote passie voor de jacht, een passie die hij later in verband bracht met het verbeteren van zijn gezondheid. Hij studeerde aan de kunstacademie te Stockholm en vertrok vervolgens naar Duitsland, waar hij zich specialiseerde in het schilderen van dieren. Daarna woonde hij nog in verschillende Europese landen en bestudeerde vooral de kunst van de impressionisten, die hem met hun weergave van licht en kleur diepgaand beïnvloedden.
Liljefors werd vooral bekend door zijn wild- en jachttaferelen, waarbij hij streefde naar het uitdrukken van de harmonie die het leven in het wild voor hem verbeeldde, vredig en vaak wreed tegelijk. In zijn denken werd hij daarbij beïnvloed door de [evolutieleer] van Charles Darwin. Veel aandacht had hij voor de compositie van patronen. In zijn weergave van de anatomie van dieren bleef hij, niettegenstaande zijn impressionistische basisstijl, altijd uiterst realistisch werken. Hij hield zelfs een aantal dieren om voor hem als 'model' te dienen.
Rond 1900 keerde Liljefors terug naar Zweden en geleidelijk kreeg hij succes met zijn werk, uiteindelijk ook internationaal. Op latere leeftijd maakte hij onder invloed van Carl Larsson ook beeldverhalen, die vooruitliepen op het striptekenen. De componist Ruben Liljefors was zijn broer. Hij overleed in 1939, 79 jaar oud.

## Musea
De schilderijen van Bruno Liljefors bevinden zich onder meer in:
- Rijksmuseum Twenthe in Enschede[1]

## Galerij

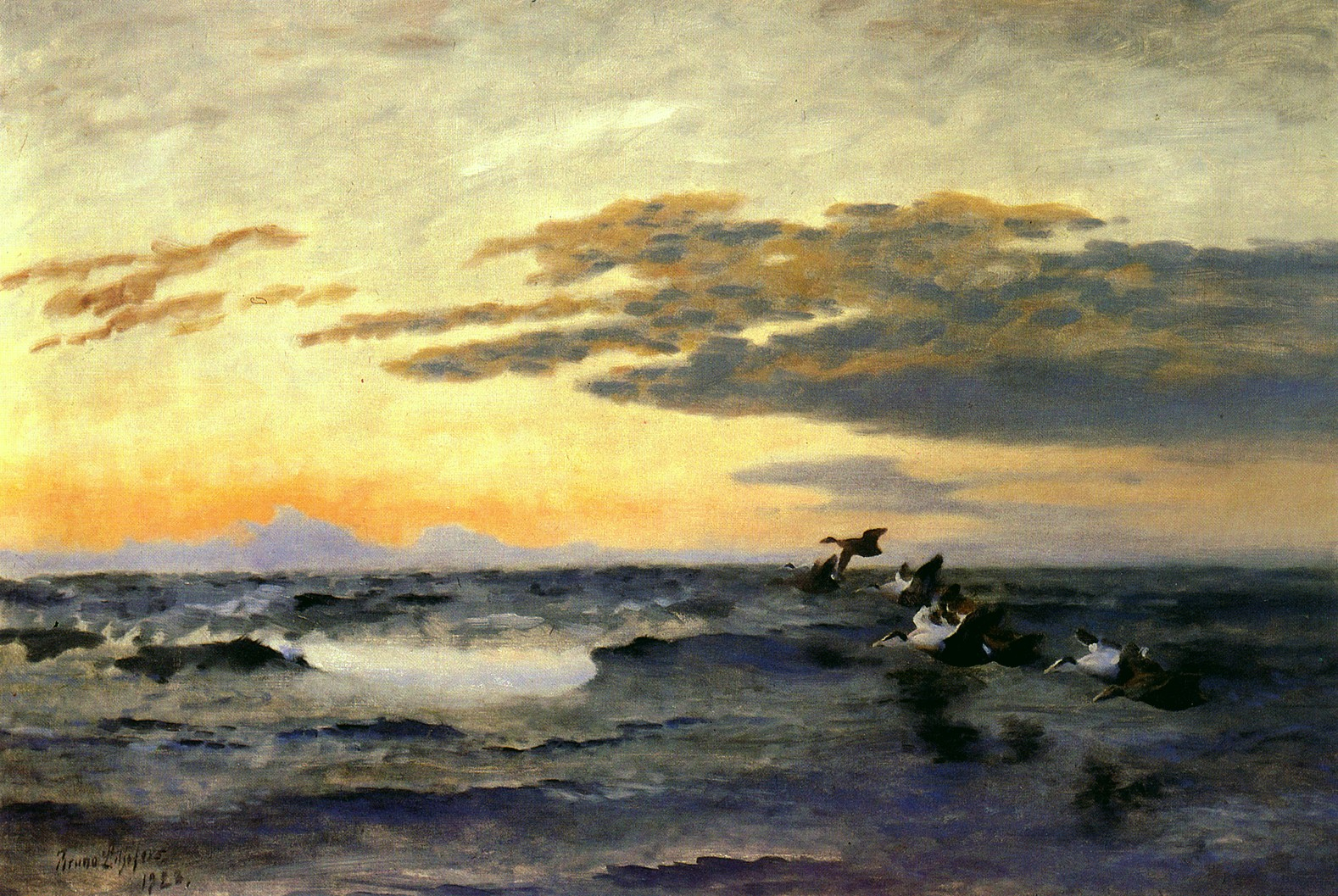
Eidereenden bij zonsopgang
Gaaien
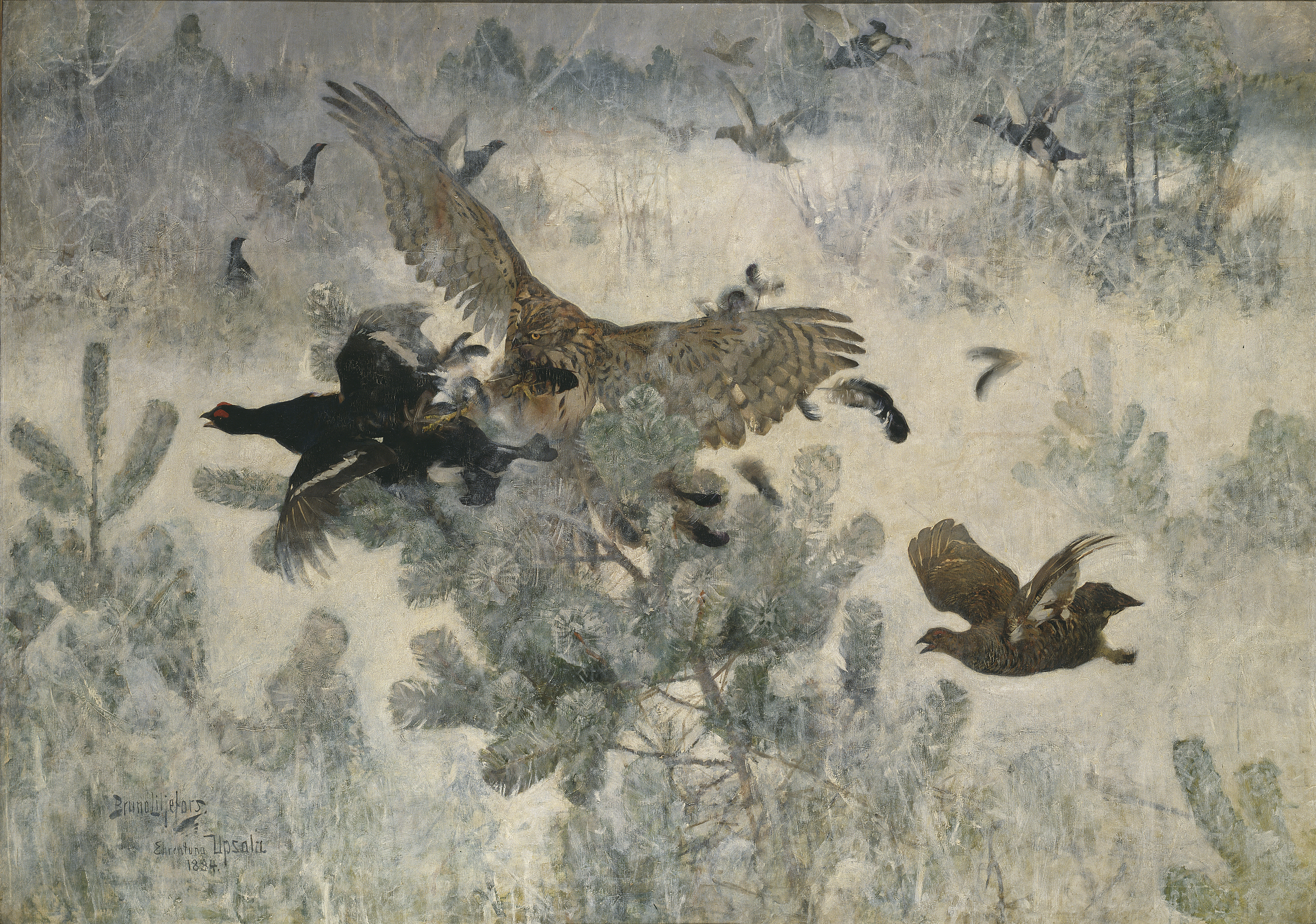
Havik en prooi
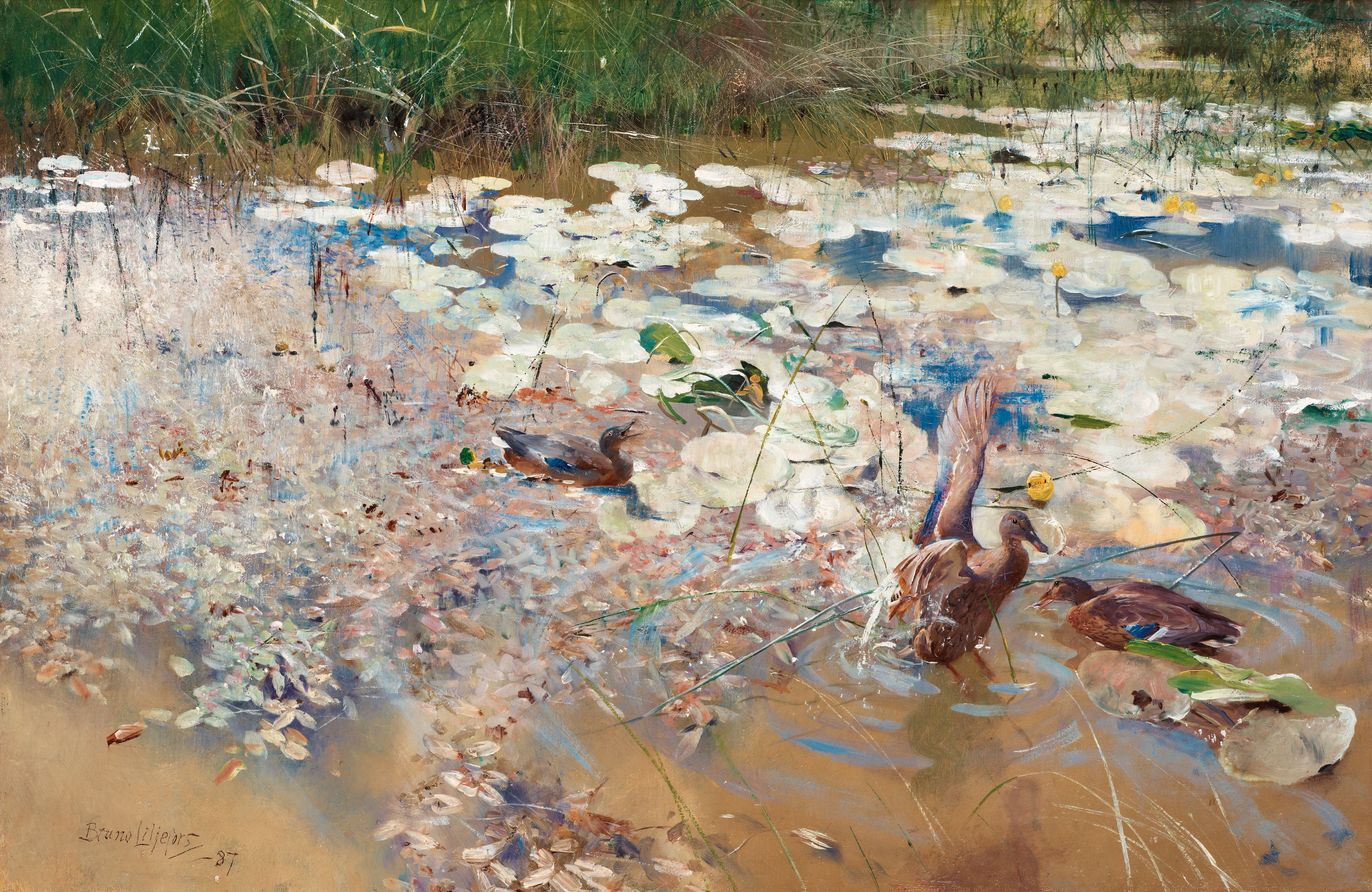
Wilde eenden
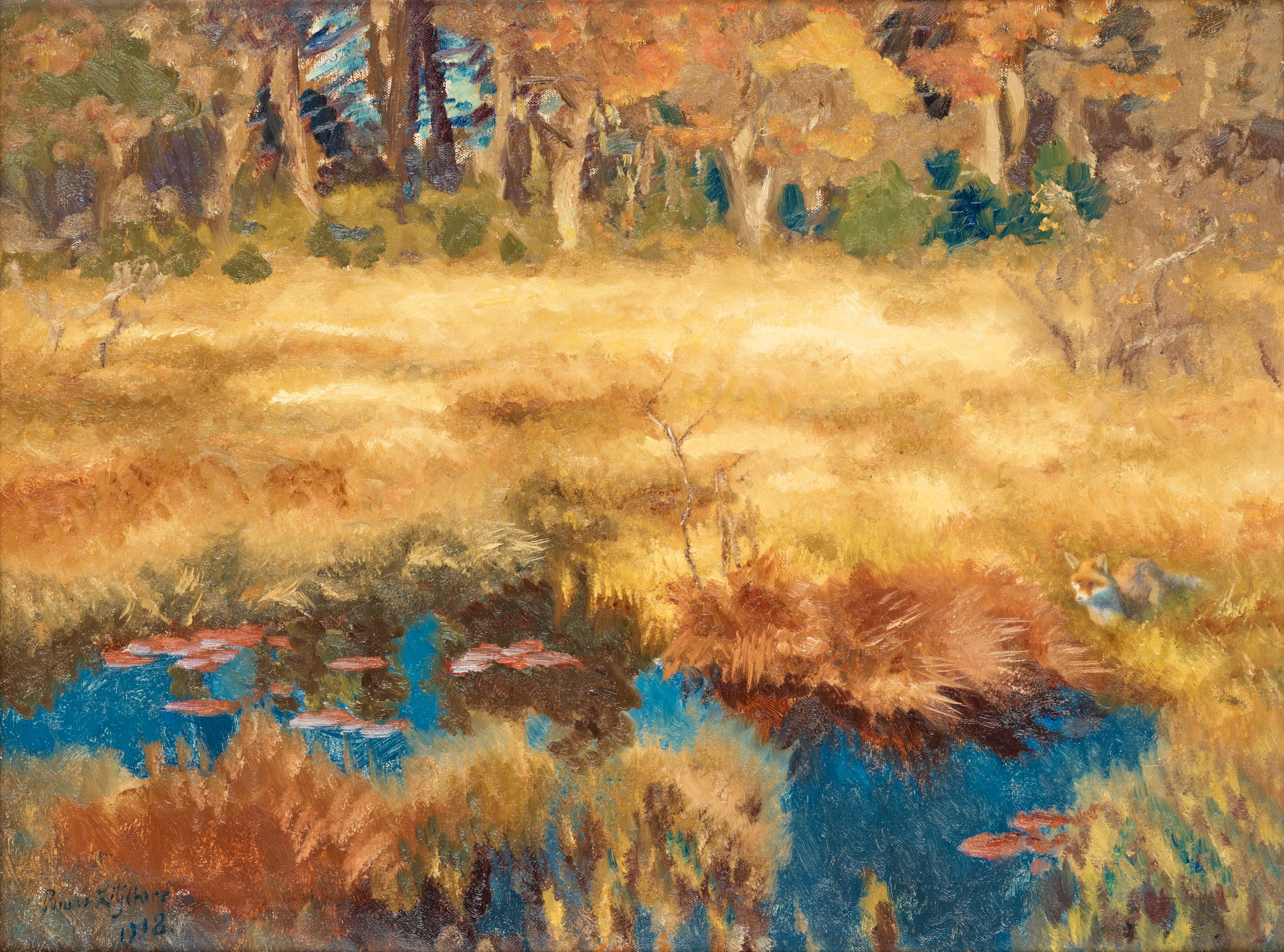
Herfstlandschap met vos
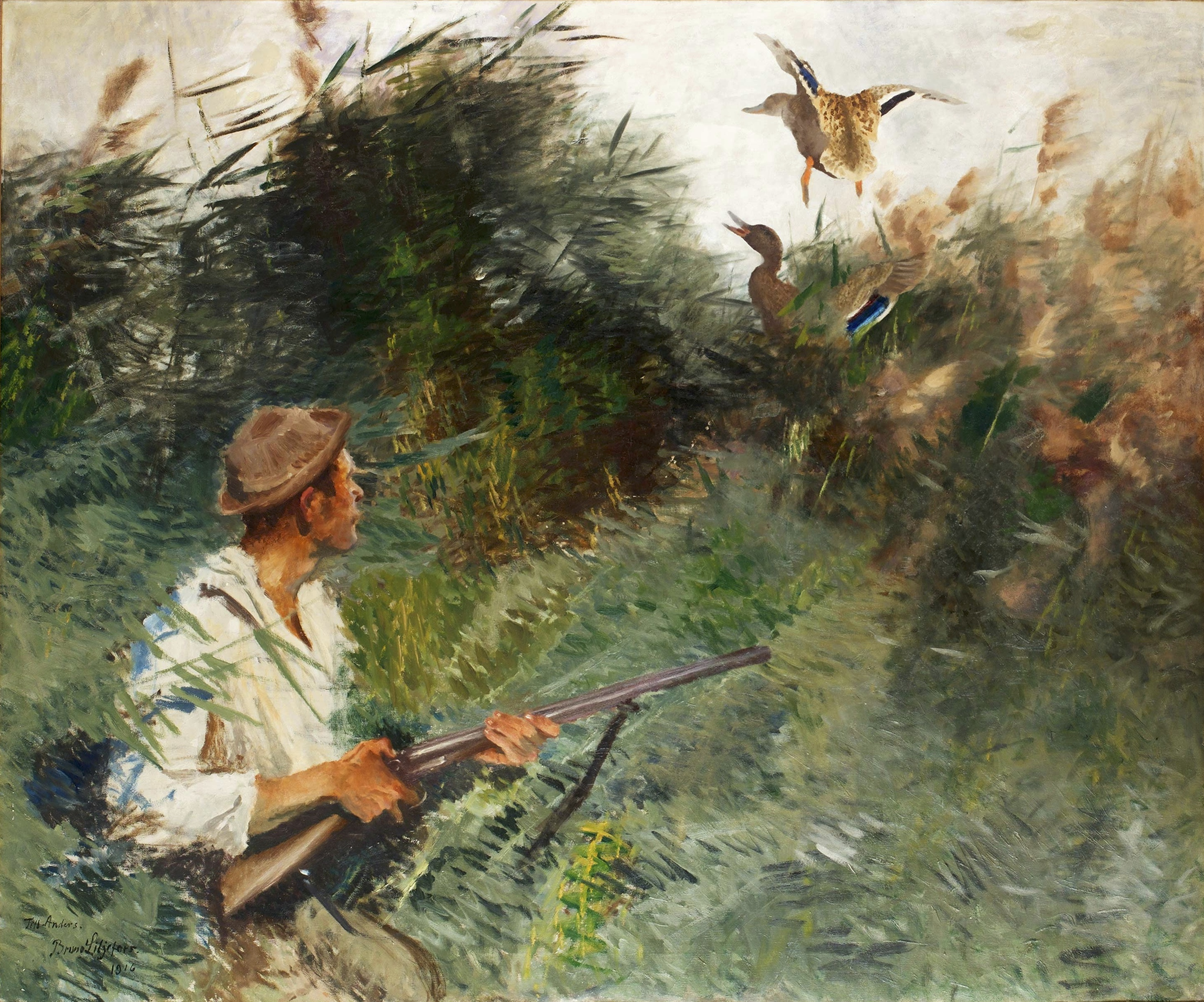
Jag in het gras
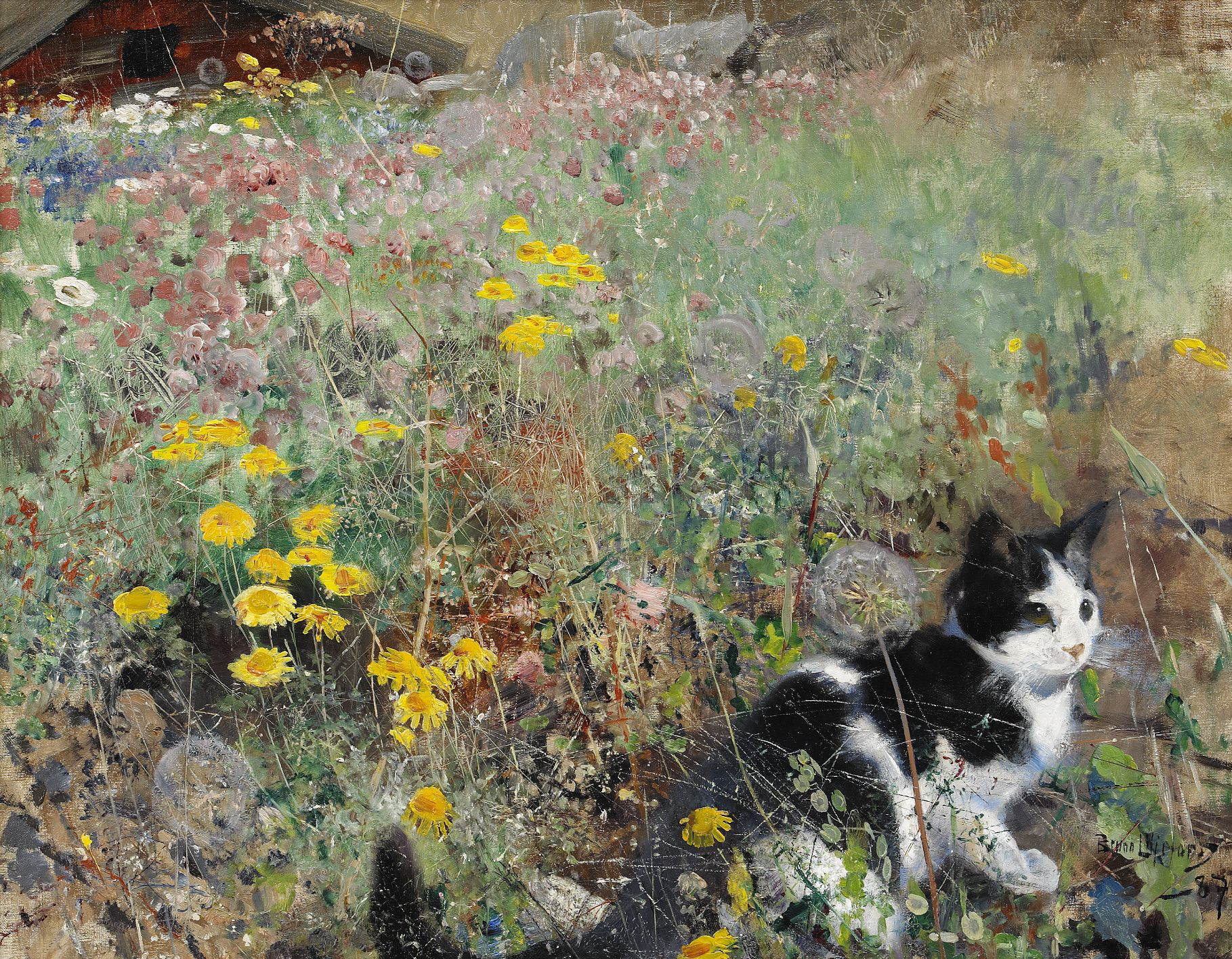
Kat in een bloemenbed
Werpende man
Nest klauwieren
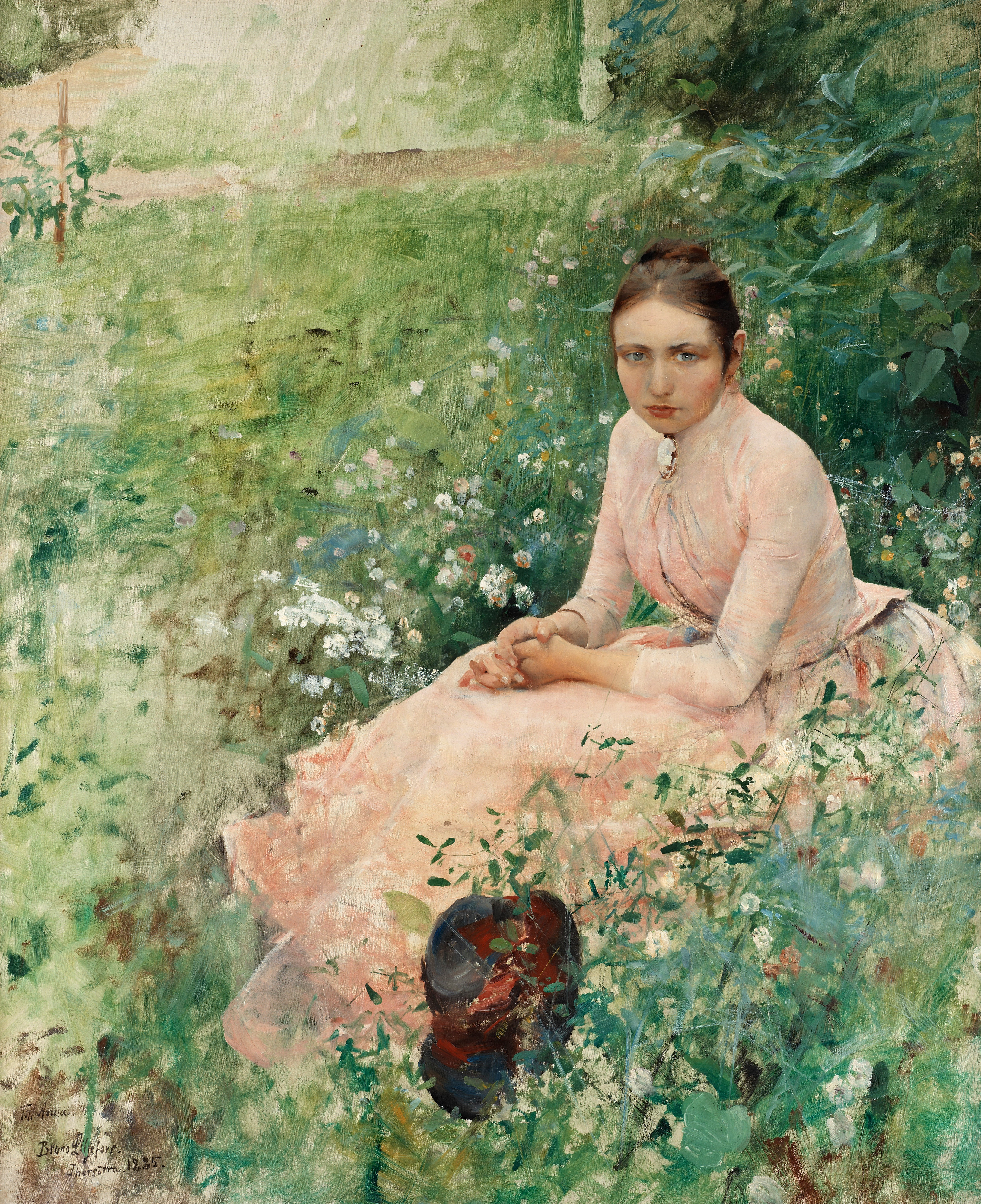
Anna